# Eudule lucigerata
Eudule lucigerata är en fjärilsart som beskrevs av Walker 1863. Eudule lucigerata ingår i släktet Eudule och familjen mätare. Inga underarter finns listade i Catalogue of Life.